# Hans Woellke
Hans Woellke (Alemania, 18 de febrero de 1911-22 de marzo de 1943) fue un atleta alemán, especialista en la prueba de lanzamiento de peso en la que llegó a ser campeón olímpico en 1936.
Woellke sirvió con la policía de Berlín, Gestapo. Durante la Segunda Guerra Mundial, fue capitán de la un conjunto de escuadrones de ejecución itinerantes de las Waffen SS. Fue asesinado por partidarios el 22 de marzo de 1943 cerca de la aldea de Khatyn, lo que causó un notorio Masacre de Khatyn.

## Carrera deportiva
En los JJ. OO. de Berlín 1936 ganó la medalla de oro en el lanzamiento de peso, con una marca de 16.20 metros, superando al finlandés Sulo Bärlund (plata con 16.12 m) y al también alemán Gerhard Stock (bronce con 15.66 metros).